# Робинсон, Фиона
Фиона Робинсон (англ. Fiona Mary Robinson; в замужестве Хэннан (англ. Hannan); род. 7 февраля 1969 года в Перте, штат Западная Австралия, Австралия) — австралийская профессиональная баскетболистка, выступавшая в женской национальной баскетбольной лиге (ЖНБЛ). Играла на позиции центровой. Чемпионка SBL (1994) и двукратный MVP SBL (1990, 1992).
В составе национальной сборной Австралии она выиграла бронзовые медали Олимпийских игр 1996 года в Атланте. На Олимпийских играх 2000 года в Сиднее выступала уже в составе сборной Австралии по гандболу, которая заняла последнее десятое место.

## Ранние годы
Фиона Робинсон родилась 7 февраля 1969 года в городе Перт (штат Западная Австралия).